# Harald Bager
Axel Harald Bager, född 19 februari 1856 i Malmö Karoli församling, Malmö, död 18 september 1932 i Malmö Sankt Petri församling, Malmö
, var en svensk direktör. 
Bager avlade studentexamen i Malmö 1875 och blev student vid Lunds universitet samma år. Han var styrelseordförande och verkställande direktör i Malmö Nya Ångbåts AB från 1893, ordförande i Manufaktur AB, Malmö elementarläroverk för flickor från 1901, Malmö sjömanshem från 1906, Skånska Intecknings AB, skolstyrelsen, ekonominämnden och byggnadsnämnden, vice ordförande i Malmö skolstyrelse och Restaurant AB, ordförande i Malmö Spritförsäljnings AB 1901–1918, vice ordförande i direktionen för Malmö asyl från 1916 samt innehade en lång rad andra uppdrag.
Bager var son till Johan Peter Bager samt far till Einar och J.P. Bager. Han är begravd på Gamla kyrkogården i Malmö.